# Bàn tay của quỷ (phim)
Bàn tay của quỷ (tựa gốc: The Devil's Hand, Where the Devil Hides, The Devil's Rapture, và The Occult) là một bộ phim kinh dị 2014 do Christian E. Christiansen đạo diễn và Karl Mueller viết kịch bản.